# Vendetta (roman, 1991)
Vendetta är en roman av Jan Guillou som gavs ut 1991. Det är den sjätte romanen i serien om den svenska underrättelseofficeren Carl Hamilton. 

## Handling
Två svenskar har blivit kidnappade av den sicilianska maffian, och uppgiften att få hem dem går till Carl Hamilton och hans officerskamrater inom underrättelsetjänsten. Inget går som planerat, och en personlig vendetta påbörjas. Maffian spelar efter helt andra regler än vad officerarna är vana vid inom sitt yrke, men maffian möter också en motståndare av ett slag de aldrig tidigare råkat ut för.  

## Tema
Berättelsen är tänkt som en allegori för USA:s anfall mot Irak 1991, där den militära insatsen samverkade med en presskampanj där fienden demoniserades. Det var ett "indianer mot cowboys"-scenario där västvärlden gjort mycket tydligt att det finns goda och onda, och sensmoralen är att den som besitter en överlägsen våldskapacitet kommer att använda den och som segrare kunna framställa sig själv som den gode. Efter att Guillous middagssällskap under en resa till Italien frågade hur Hamilton skulle klara sig mot maffian blev den onda motståndaren bestämd.

## Synopsis
Morgonposten på UD i Stockholm innehåller ett vadderat kuvert med ett avkapat finger. Fingret tillhör den ena av två svenskar som är anställda på vapenföretaget Swedish Ordnance, tillhörande Bofors, som blivit kidnappade av maffia på Sicilien. Den bakomliggande orsaken är en avbruten vapenaffär med den italienska staten och några italienska företag, där det framkommit till svenskarna att det beställts mer vapen än vad som behövs och att dessa trots gällande avtal misstänks avsedda att säljas vidare av maffian till annan främmande makt som Irak eller Libyen.
Regeringen beslutar att i hemlighet skicka Carl Hamilton till Sicilien för att sköta förhandlingen med maffian, med en mycket stor lösensumma från vapenföretaget och kollegan Joar Lundwall som följeslagare. Hamilton tycker att de är överkvalificerade för uppgiften och bestämmer att de ska möta maffian obeväpnade eftersom det bara gäller förhandling.
I Castellammare del Golfo träffar de maffialedaren don Tommaso, som framställer sitt krav att den planerade vapenaffären måste genomföras. Detta kan Hamilton och Lundwall inte gå med på, och uppvisar sin överlägsna skicklighet i närstrid genom att avväpna och lätt misshandla maffialedarens vakter. Kort därpå blir Lundwall skjuten till döds när de sitter obeväpnade på uteservering, som en tydlig avrättning och hälsning från maffian.
Inför begravningen blir Hamilton tjänstledig, men han är inte alls förlamad av sorg. Han ger nämligen också sin närmsta kollega Åke Stålhandske tjänstledighet för att de tillsammans ska kunna resa tillbaka till Sicilien. Sedan reser han till USA för att inskaffa vapen och rekrytera ännu en specialutbildad kollega för uppgiften, den italiensktalande Luigi Bertoni-Svensson. Det officiella syftet är att undsätta och befria den svenska gisslan. Det privata syftet är den personliga vendetta som nu inletts mellan dem och maffian.
Innan Hamilton reser iväg meddelar han sin fru Eva-Britt att han vill skiljas, eftersom han återförenats med sin ungdomskärlek Tessie.
Åke etablerar sig på Sicilien som amerikansk seglare, och Luigi som italienare. Hamilton har under tiden ordnat samförstånd med general Cortini i den italienska försvarsmakten, som ska ordna så att svenskarnas aktioner blir skyddade av den militära polisstyrkan carabinieri. Med sin kontakt i nyhetsvärlden, Erik Ponti, använder han också journalistikens makt för att påverka händelseförloppet genom att delge viss information nyhetsmedierna.
De tre officerarna genomför en serie operationer för att sätta press på maffian. De bestiger en hög bergshöjd med krypskyttegevär för att markera att de kan hota don Tommasos familj i det välbevakade hemmet, och Carl beordrar Luigi att skjuta en av maffialedarens livvakter. När maffian kommer för att hämnas på Hamilton, där han mycket medvetet placerat sig själv på en uteservering, skjuter han de två utsända mördarna med sin pistol. När maffian skickar nya mördare till hans hotell på natten dödar han två och släpper iväg den tredje, i syfte att få denne att framstå som förrädare vilket orsakar splittring bland gangstrarna. 
Gisslansituationen trappas upp då maffian även kidnappar en svensk ambassadanställd, och nästa operation blir en ny attack mot don Tommasos hem, där Stålhandske skjuter de två vaktposterna med krypskyttegevär. Ytterligare två svenskar kidnappas snart av maffian, denna gång en överste som skickats ner för att tala med Hamilton och hans livvakt från Säpo.
I samband med att Hamilton upptäcker en bomb under sin hotellsäng lyckas Luigi infånga de två mördarna. Carl slår ihjäl den ene, och den andre förs till Stålhandskes båt där han blir förhörd angående de kidnappade och sedan ihjälslagen av Carl. Med Åke som vakt nere på båten simmar Carl och Luigi in mot don Tommasos hem, och under dykningen skär Carl huvudet av den medhavda gangstern. De bestiger klippväggen och Carl bryter sig in i huset, där han placerar de avskurna huvudet bredvid den sovande don Tommaso och stjäl en helgonstatyett. Carl lämnar sedan huset till att vakna till en av don Tommasos cd-skivor på högsta volym, operan Macbeth av Verdi.
Hamilton och don Tommaso träffas för ny förhandling, och Hamilton återlämnar helgonstatyetten. Hamilton hotar att trappa upp kriget ännu mer, med sin överlägsna våldskapacitet, och don Tommaso svarar att han måste prata med den övriga maffian eftersom han inte har sista ordet utan bara är en sorts platschef. Vid nästa kontakt meddelar don Tommaso att gisslan kan släppas mot lösensumman 10 miljoner dollar styck, annars kommer de dödas en efter en i den ordning de kidnappats.
De tre svenska officerarna riktar då en operation mot en rivaliserande maffiaklans knarkraffinaderi, för att orsaka inbördeskrig inom maffian. Åke beskjuter raffinaderiet med raketgevär, varpå Carl dödar två av gangstrarna vid platsen och får det att se ut som de skjutit varandra.
Hamilton erbjuder nu don Tommaso att byta gisslan mot fred, och maffialedaren accepterar. När gisslan är överlämnad dödas don Tommasos av en missil som spränger hans bil. General Cortini, som anfört arméhelikoptern som skjutit, förklarar för Hamilton att det aldrig kommer bli någon utredning av don Tommasos död, utan att det ska framstå som att svenskarna hamnade i en slutstrid och försvarade sig med granatgevär.
För sin insats på Sicilien tilldelas Hamilton, Åke Stålhandske och Luigi Bertoni-Svensson varsin  L'Ordine al merito della Repubblica Italiana.
Vid hemkomsten utsätts Hamilton inte för någon prövning av rättslig karaktär, då hans dödande av ett trettiotal personer på Sicilien blivit sanktionerat av den italienska staten. Vapenföretaget Bofors betalar hans ekonomiska utgifter under insatsen, och Carl ordnar så att Luigi får sin första månadslön från försvarsmakten betald för tiden på Sicilien, för att den unge mannen aldrig ska behöva veta att han till stor del deltagit i en personlig vendetta.

## Rollfigurer
- Carl Hamilton - underrättelseofficer
- Joar Lundwall - underrättelseofficer
- Åke Stålhandske - underrättelseofficer
- Luigi Bertoni-Svensson - underrättelseofficer
- Samuel Ulfsson - chef för OP5
- DG - pensionerad spionchef
- Cortini - italiensk generallöjtnant
- Da Piemononte - italiensk överste
- Don Tommaso - italiensk maffialedare
- Tessie O'Connor - amerikansk advokat
- Eva-Britt Jönsson - polisinspektör
- Johanna-Louise - dotter till Carl och Eva-Britt

## Film och tv-serie
Boken filmatiserades med Stefan Sauk i huvudrollen, i långfilmen Vendetta (1995) och den längre tv-versionen Vendetta (1996). Handlingen följer boken, med vissa skillnader. En stor skillnad är att Hamilton inte begår lika brutala handlingar (exempelvis avrättningarna och det avskurna huvudet), och att även hans dotter blir kidnappad av maffian, vilket hon aldrig blir i boken. Den avslutande konfrontationen med Don Tommaso är också mycket annorlunda från boken.  